# Dia do Estudante

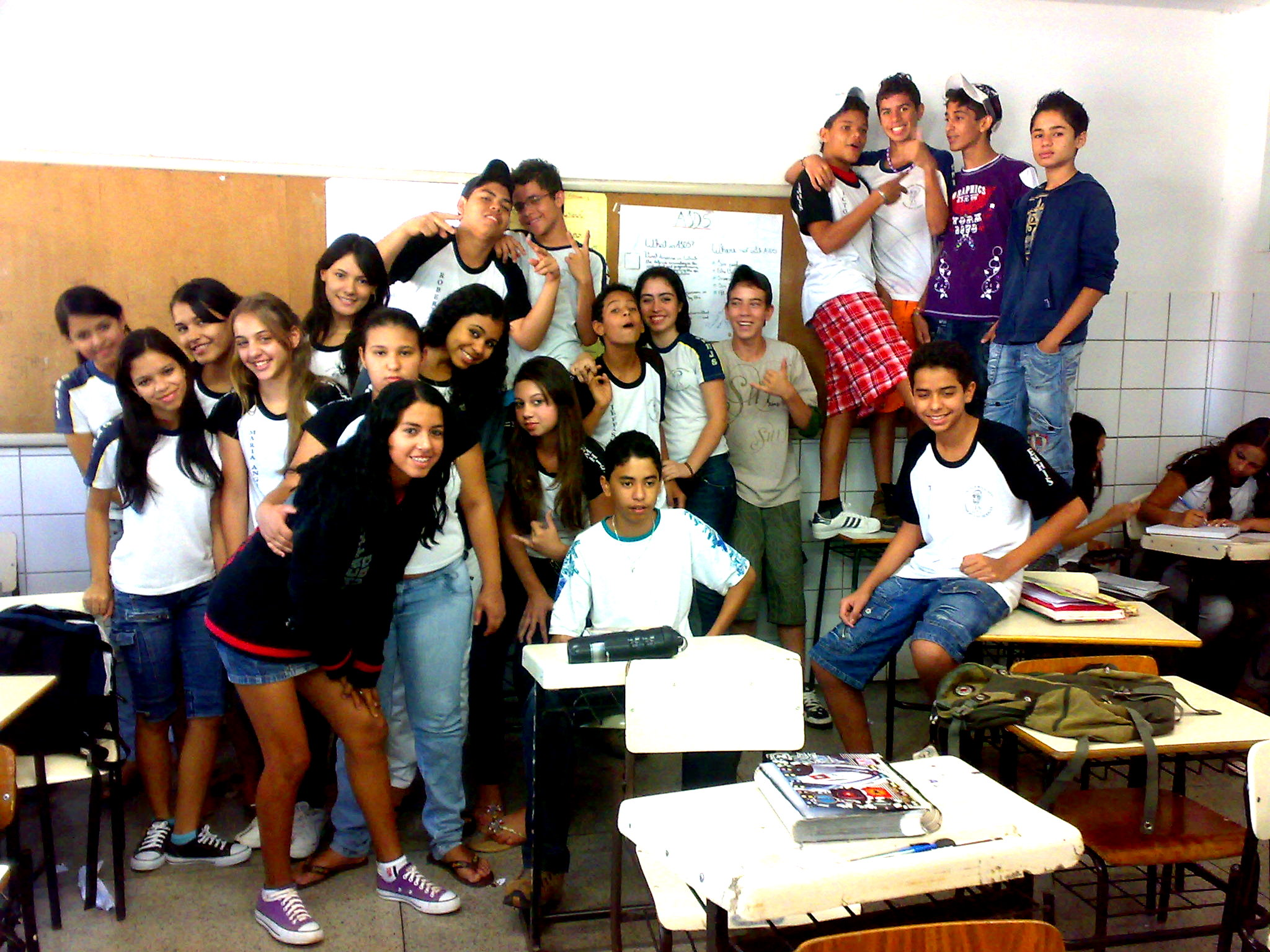
Estudantes em uma escola pública municipal de Goiânia, Goiás, Brasil.

O Dia do Estudante (chamado também de Dia do Aluno ou ainda Dia do Discípulo) é comemorado, no Brasil, no dia 11 de agosto. A data foi sugerida em 1927, em homenagem aos cem anos de fundação dos dois primeiros cursos de ciências jurídicas do país, em 11 de agosto de 1827, por D. Pedro I.
Em Portugal comemora-se a 24 de março. Este dia foi escolhido para lembrar a Crise académica de 1962.